# Kosihy nad Ipľom
Kosihy nad Ipľom és un poble i municipi d'Eslovàquia. Es troba a la regió de Banská Bystrica.

## Història
La primera menció escrita de la vila es remunta al 1326.

## Demografia
| Godina             | 1994 | 2004   | 2014    | 2024    |
| ------------------ | ---- | ------ | ------- | ------- |
| Nombre de persones | 487  | 481    | 428     | 367     |
| Diferència         |      | −1,23% | −11,01% | −14,25% |

| Godina             | 2023 | 2024   |
| ------------------ | ---- | ------ |
| Nombre de persones | 381  | 367    |
| Diferència         |      | −3,67% |